# Нітранський замок
Нітранський замок (словац. Nitriansky hrad) домінанта старого міста Нітра в Словаччині, національна культурна спадщина. Розташовується на височині гірського масиву Трибеч (Tribeč), висота 220 м. В даний час є резиденцією єпархії Нітри. Домінантами самого замкового комплексу є базиліка святого Еммерама, палац єпископа.

## Історія
Наприкінці 8-го сторіччя на височині почало розвиватися Нітранське князівство. Захищений річкою з трьох сторін пагорб був дуже привабливою територією для спорудження нового укріплення. Після включення Нітранського князівства до складу Великої Моравії місто стало важливим адміністративним центром, а замковий комплекс був значно поліпшений і розширений. Перші письмові згадки відносяться до 11 сторіччя і описують базиліку святого Емерама.
Під час навали монголів в 1241 році замок вже був сильним зміцненням і успішно протистояв навалі. У 16-му столітті під час турецької навали фортеця була знову посилена. Були побудовані палац в стилі ренесанс і внутрішні ворота. Однак, незважаючи на гарну систему оборони в 1663 році  на короткий час туркам вдалося завоювати замок. На початку 18-го століття була збудовані верхня церква і палац єпископа.
Ряд надбудов, фортифікаційні та реконструкції протягом століть значно змінили первісний вигляд комплексу. Найбільш зберігся первісний вигляд базиліки Емерама тринадцятого століття, частина стіни замку, верхньої готичної церкви 14-го століття, також внутрішніх воріт замку 16-го століття.